# Alois Schöpf

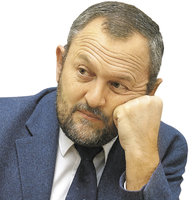
Alois Schöpf, 2015

Alois Schöpf (* 5. Oktober 1950 in Lans bei Innsbruck) ist ein österreichischer Schriftsteller, Dramatiker, Librettist, Journalist, Kolumnist und Konzertveranstalter. Er ist Gründer und künstlerischer Leiter der Innsbrucker Promenadenkonzerte und war Dirigent verschiedener Blasorchester.

## Leben
Schöpf, Gastwirtssohn aus Lans bei Innsbruck, maturierte 1969 am Jesuitengymnasium Stella Matutina in Feldkirch/Vorarlberg. Er ging zunächst nach Wien und debütierte 1973 als Schriftsteller mit dem Roman Ritter, Tod und Teufel, für den er den Preis des Fritz-Molden-Roman-Wettbewerbs erhielt. Von 1973 bis 1976 war Schöpf Redakteur des ORF und betreute Fernsehsendungen wie Lumières Kinder, Planquadrat, Ein echter Wiener geht nicht unter oder Geschichten aus Österreich.
1976 kehrte Schöpf nach Tirol zurück und lebt seither als freischaffender Schriftsteller, Journalist und Veranstalter in Lans bei Innsbruck, ist verheiratet und hat einen erwachsenen Sohn und zwei Enkelkinder.
Als Schriftsteller verfasste Schöpf zahlreiche Romane, Sach- und Kinderbücher. Er ist einer der produktivsten Essayisten Österreichs und hat mit Wenn Dichter nehmen die Korruption im Literaturbetrieb scharf kritisiert. In seinem ebenfalls bei Limbus erschienenen Werk Kultiviert Sterben analysierte er die Unfähigkeit der Politik, gegen den Widerstand der Religionen, vor allem der katholischen Kirche, menschenrechtskonforme Gesetze im Sinne eines selbstbestimmten Lebensendes zu schaffen. Mit dem Regisseur und Fotografen Erich Hörtnagl zusammen gestaltete er den Foto-Textband Sehnsucht Meer. Über das Glück in Jesolo, der zeitgleich auch in italienischer Sprache erschien. Zu seinem 70. Geburtstag im Oktober 2020 erschien zuletzt unter dem Titel Der Traum vom Glück eine Neuzusammenstellung und Neufassung zweier vor 40 Jahren veröffentlichter Sammlungen von Volks- und Alpensagen. Ausgewählte Essays von 2020 bis 2022, die zuerst in seinem Online-Magazin schoepfblog erschienen, veröffentlichte Schöpf in Buchform in der Edition BAES unter dem Titel Das Böse im Guten. Dieser Publikation folgte im Jahr 2025 im Verlag Hannes Hofinger die Zusammenfassung seiner Erfahrungen als Musiker und künstlerischer Leiter der Innsbrucker Promenadenkonzerte mit Blasmusikfibel. Konzertieren zwischen Tradition und Moderne.
Als Journalist schreibt Alois Schöpf seit 1984 wöchentlich Kolumnen, zuerst in der Tageszeitung Kurier, dann im ORF Hörfunk und in den Tiroler Bezirksblättern. Seit 1991 veröffentlicht Schöpf in der Tiroler Tageszeitung eine samstägliche Kolumne. Daneben schreibt Schöpf auch Kolumnen über die neuesten Tendenzen der touristischen Entwicklung für die Tourismuszeitung Saison Tirol. Sein umfangreiches musikalisches Wissen brachte Schöpf in den Fachzeitschriften Clarino, Eurowinds und blasmusik ein.
Arbeitsschwerpunkt der letzten Zeit ist sein Online-Magazin schoepfblog, das neben politischen und literarischen Texten vor allem zeitkritische Essays enthält. Auch ist Alois Schöpf Herausgeber der Reihe Limbus Essay im Limbus Verlag.
Als Dramatiker verfasste er Hörspiele und Theaterstücke, darunter den Provinzklassiker Heimatzauber. Er gestaltete auch den Auftritt Österreichs bei der Weltausstellung 2000 in Hannover mit 500 Musikern und schrieb das Libretto zur Oper Die Sennenpuppe von Ernst Ludwig Leitner und für das Tiroler Landestheater und den Komponisten Florian Bramböck das Libretto zu Hofers Nacht, eine Oper, die sich mit dem Tiroler Nationalhelden Andreas Hofer auseinandersetzt. Mit Ernst Ludwig Leitner zusammen erarbeitete Schöpf in der Folge im Auftrag der Tiroler Festspiele Erl die Oper Die Hochzeit, die von Gustav Kuhn im Juli 2010 uraufgeführt wurde. Ebenso verfasste er für das Tiroler Landestheater das Libretto zur Oper Bergkristall nach der Erzählung von Adalbert Stifter, zu der der Komponist Michael FP Huber die Musik komponierte.
Im Jahre 1994 gründete Alois Schöpf mit Unterstützung des TVB Innsbruck und der Stadt Innsbruck unter Hilde Zach mit einigen Musikerkollegen die Innsbrucker Promenadenkonzerte, denen er bis 2019 als künstlerischer Leiter vorstand. Die Konzertreihe sollte "in zeitgemäßer Form an die Tradition der altösterreichischen Militär- und Bläsermusik anschließen, die Werke der hohen Kunst bei abendlichen Serenaden einem breiten Publikum bekannt zu machen". Die Innsbrucker Promenadenkonzerte verstehen sich bis heute als "eines der beliebtesten Kulturevents im sommerlichen Tirol" und als "eine der europaweit bedeutendsten Veranstaltungen für Bläsermusik". Nach 25 Jahren übergab Alois Schöpf die künstlerische Leitung der Innsbrucker Promenadenkonzerte an den Musiker und Musikpädagogen Bernhard Schlögl.
Schöpf leitete 14 Jahre lang das Höchststufenorchester Stadtmusikkapelle Innsbruck-Saggen, danach war er drei Jahre lang Kapellmeister der Postmusik Innsbruck und der Musikkapelle Patsch, eines kleinen Dorfes südlich von Innsbruck. Mit den drei Orchestern spielte er fünf CDs ein.

## Auszeichnungen
- 1973: Preis des Molden-Roman-Wettbewerbs für „Ritter, Tod und Teufel“
- 1976: Kinderbuchpreis der Stadt Bologna für Die wunderbare Sonntagsfahrt[7]
- 1976/77: Volksbildungspreise als Redakteur für „Planquadrat“ und „Geschichten aus Österreich“ – „Wo sein Wäsche?“
- 1977: Prix Futura Berlin als Redakteur der Sendereihe „Planquadrat“
- 1978: Preis der Landeshauptstadt Innsbruck für Künstlerisches Schaffen (Erzählende Dichtung, 3. Preis)[8]
- 1977: Prix Futura Berlin als Redakteur der Sendereihe „Planquadrat“
- 2007: Verdienstkreuz des Landes Tirol
- 2016: Ehrenzeichen für Kunst und Kultur der Stadt Innsbruck
- 2019: Ehrennadel in Gold des Tiroler Blasmusikverbandes
- 2020: Ehrenzeichen in Gold des Tourismusverbandes Innsbruck und seine Feriendörfer
- 2020: Ehrenpräsident der Innsbrucker Promenadenkonzerte
- 2021: Verdienstkreuz in Gold des Österreichischen Blasmusikverbandes

## Werke

### Bücher
- Ritter, Tod und Teufel. Roman, Fritz Molden Verlag, München/Wien/Zürich 1973. ISBN 978-3-217-00518-1
- mit Regina Dalpra (Ill.): Die wunderbare Sonntagsfahrt, Annette Betz Verlag, München 1976. ISBN 978-3-219-10120-1
- Deutscher Sagenschatz. Ill.: Hans Jöchl, Ueberreuter, Wien/Heidelberg 1977. ISBN 978-3-8000-2920-4
- Zemanek oder eine Karriere. Erzählung, Benziger, Zürich 1979
- Alpensagen,  Ill.: Piotr Stolarczyk, Ueberreuter, Wien/Heidelberg 1983. ISBN 978-3-8000-2925-9
- Maultrommeln [Sammlung von Kolumnen], Ill.: Reinhard Walcher, Vorw.: Alois Schöpf. Edition Löwenzahn, Innsbruck 1985
- Fernseh-Spiele. Roman, EditionS, Wien 1986. ISBN 978-3-7046-0062-2
- Heimatzauber. Roman in Scenen. Ill.: Rainhard Walcher. Haymon, Innsbruck 1989, Neuausgabe 2007 im Limbus Verlag
- Apropos ... Die besten Kolumnen, Edition Tirol, Reith im Alpbachtal 2001
- Vom Sinn des Mittelmaßes. Essay, Limbus Verlag, Hohenems 2006
- Die Sennenpuppe. Libretto, Limbus Verlag, Hohenems 2008. ISBN 978-3-902534-23-1
- Platzkonzert. Essay mit Erinnerung. Limbus Verlag, Hohenems 2009. ISBN 978-3-902534-26-2, Taschenbuchausgabe 2015
- Die Hochzeit. Libretto. Limbus Verlag, Innsbruck 2010. ISBN 978-3-902534-23-1
- Das erfolgreiche Konzert. Eventmanagement für Musikvereine, DVO Druck und Verlag, Buchloe 2011. ISBN 978-3-943037-15-9
- Glücklich durch Gehen. Über die Heilkraft des Bergwanderns. Essay. Limbus Verlag, Innsbruck 2012. ISBN 978-3-902534-64-4
- Wenn Dichter nehmen. Über das Vorlass-Kartell. Essay. Limbus Verlag, Innsbruck 2014. ISBN 978-3-902534-99-6
- Kultiviert sterben. Über das Recht auf Sterbehilfe und den Unsinn des natürlichen Todes. Essay. Limbus Verlag, Innsbruck 2015. ISBN 978-3-99039-050-4
- Tirol für Fortgeschrittene. Diagnostische Bemerkungen über das Herz der Alpen. Limbus Verlag, Innsbruck 2017. ISBN 978-3-99039-112-9
- mit Erich Hörtnagl, Fotografie: Sehnsucht Meer. Vom Glück in Jesolo. Edition Raetia, Bozen 2019. ISBN 978-88-7283-684-2
- Der Traum vom Glück. Ausgewählte Alpensagen. Limbus Verlag, Innsbruck 2020. ISBN 978-3-99039-191-4
- Das Böse im Guten. Ausgewählte Essays 2020–2022. Edition BAES Zirl/Wien 2022. ISBN 978-3-9505283-3-6
- Blasmusikfibel. Konzertieren zwischen Tradition und Moderne. Verlag Hannes Hofinger 2025. ISBN 978-3-9505593-9-2

### Opernlibretti
- Die Sennenpuppe. Musik: Ernst Ludwig Leitner. UA im August 2008 bei den Salzkammergut Festwochen Gmunden, weitere Aufführungen in Wels, Salzburg, Innsbruck.
- Hofers Nacht. Musik: Florian Bramböck. Auftragsarbeit des Tiroler Landestheaters anlässlich des 200-Jahrjubiläums der Erhebung Tirols gegen Napoleon. UA im April 2009 am Tiroler Landestheater.
- Die Hochzeit. Musik: Ernst Ludwig Leitner. UA im Juli 2010 bei den Tiroler Festspielen Erl.
- Bergkristall. Nach der Erzählung von Adalbert Stifter. Musik: Michael F. P. Huber. Auftragsarbeit des Tiroler Landestheaters. Geplante UA Mai 2023.

### Hörspiel, Theater, Film
- Öffentlich-rechtlich, Regie: Günter Bommert, Wolfgang Streng. Radio Bremen 1986
- Heimatzauber [Hörspielversion], ORF, Innsbruck 1990
- Heimatzauber. Roman in Scenen. UA Kellertheater Innsbruck, 1991, Regie: Erich Hörtnagl, Musik: Haimo Wisser.[9] Weitere Aufführungen in Mayrhofen und Brixen/Südtirol
- Drehbuch zu „Der Berg als Seelenlandschaft“, ORF 1981
- Drehbuch zum EXPO 2000 Hannover Auftritt Tirols mit 500 Musikanten
- Drehbuch zur Wiederholung der EXPO Show in Innsbruck 2001
- Drehbuch zu „Tirol, Harmonie der Gegensätze“ im Auftrag der Tirol Werbung 2001

Drehbuchmitarbeit und Filmtexte zu
- "Planquadrat, 0RF 1974

- „Lumières Kinder“, ORF 1975–77
- „Ein echter Wiener geht nicht unter“, ORF 1975/76
- „Die Fremden kommen“, ORF 1976
- „Der Sieger“, ZDF 1976

### Journalistisches
- Eine wöchentliche, feuilletonistische Kolumne seit 1984 im Tirol Kurier – dann ORF Tirol
- Oberländer Rundschau
- Stadtblatt und Bezirksblatt Innsbruck
- Seit 1991 in der Tiroler Tageszeitung
- Essays für die Zeitschriften „Luftballon“, „Gegenwart“, „Standard“, „Industriemagazin“, „Clarino“, „M- Musik zum Lesen“
- 1992 bis 2000 Chefredakteur der Tourismuszeitung „Saison“
- seit 2000 Kolumnen in der Tourismuszeitschrift „Saison“
- Kolumnen im Lifestyle-Magazin „+Alps“
- 2010–2014 Kolumne in „Clarino, Bläsermusik international“
- Seit     2019 Kolumnen in „blasmusik“, Offizielle Fach- und Verbandszeitschrift des Bundes Deutscher Blasmusikverbände

- Seit 2020 Herausgeber des Online-Magazins schoepfblog

### Musikalisches
- CD „Tiroler Platzkonzert“, TSS Verlag (Stadtmusikkapelle Innsbruck-Saggen)
- CD „Tiroler Festtag“, TSS Verlag (Stadtmusikkapelle Innsbruck-Saggen)
- CD „Tiroler Promenadenkonzert“, TSS Verlag (Stadtmusikkapelle Innsbruck Saggen)
- CD „Gruß vom Patscherkofel“, TSS Verlag (Musikkapelle Patsch)
- CD „Innsbrucker Promenadenkonzert“ TSS Verlag (Postmusik Innsbruck)
- Ablaufbuch zu „Galizische Nacht“ für Blasorchester und Sprecher, Treibhaus Innsbruck, Mitschnitt ORF Tirol
- Ablaufbuch zu „Melange mit Kaisersemmel“ für Blasorchester und Sprecher
- Helmut Wlasak, Postmusik Innsbruck, Mitschnitt ORF Tirol
- Ablaufbuch zu „Von Dichtern und Bauern“ für Blasorchester und Sprecher, Esther Kuhn, Postmusik Innsbruck, Congress Alpbach und Kurhaus Meran